# 49 î.Hr.

## Decese
- dată necunoscută: Aristobul al II-lea  (n. 100 î.Hr.)
- dată necunoscută: Alexandru al Iudeei  (n. 80 î.Hr.)